# なるたる
『なるたる』は、鬼頭莫宏による日本の漫画。「月刊アフタヌーン」（講談社）1998年5月号から2003年12月号に連載された。単行本は全12巻。英語版でのタイトルは「Shadow Star」、中国語版でのタイトルは「星星公主」である。

## 概要
オムニバス形式で描かれた冒険活劇である。鬼頭の描く華奢なシルエットを持つ子供達、特に主人公であるシイナを始めとする少女達の活躍や心情、そしてそれらの死に至る描写も過剰に描かれたメルヘン、ひいては童話である。主人公の動機や敵組織との対立構図などはわかりやすいものだが、物語中盤以降では様々な人物の動機や心情を話の主題として描かれていることも多い。それらにともなった周囲の変化がもたらす様々な事象によって主人公は世界の命運を担っていく。
タイトルは「骸なる星 珠たる子（むくろなるほし たまたるこ）」の意味。
キャッチコピーは「未来に贈るメルヘン」、アニメ化に際しては「夢はでっかく地球サイズ」というものである。
最終巻発刊からしばらくして実質的な絶版（品切重版未定）となった。それ以降、入手困難な状態が永らく続いていたが、2007年にオンデマンド出版のコミックパーク（受注生産の紙媒体）やYahoo!コミックなどの電子配信で復刊された。さらに同年11月、鬼頭の公式サイトにおいて再版が決定したとの告知があり、同年12月に単行本の再版が開始された。2017年6月より月に2冊ずつ計8冊の新装版が発売され、入手がより容易になっている。
鬼頭によると、最初からほぼ80%ぐらいは流れが決定しており、ラストの展開も当初からあったという。しかし、後半の方で2カ所くらいボタンのかけ違いをやってしまったとしている。本作では残酷な描写が多く見られるが、これは意識的ではなく、病んでいた当時の精神状態が反映されたのかもしれないと語っている。

## あらすじ
小学6年生の玉依シイナは小学校最後の夏休みに祖父母の住む島に行き、海で溺れかけたところを星の形をした変わった生き物『ホシ丸』に助けられる。ホシ丸は少年少女の意識とリンクし、変幻自在の能力を発揮する「竜の子」の一体であった。他の「竜の子」の持ち主（リンク者）との出会いを経て、シイナは「竜の子」を用いて世界をリセットしようとするリンク者たちの戦いに巻き込まれていく。リンク者たちの中心人物である須藤と鶴丸はそれぞれ世界の破壊と存続をかけて戦っており、その戦いのキーパーソンが地球そのものを形作る二匹の竜とリンクする涅とシイナであることが判明する。
シイナは世界の存続のために戦ったにも関わらず、あらゆる人から世界を混乱に陥れた元凶として攻撃され、すべての肉親と友人を殺される。世界に絶望したシイナを見て涅は世界を破壊するが、シイナと涅はそれぞれ子供を身篭っていたため、涅の息子とシイナの娘による世界の再創造が始まる。

## 登場人物

### 玉依家
玉依 シイナ（たまい シイナ） 竜の子：地球（呼称不明）
声 - 真田アサミ
本作品の主人公。初登場の際は小学6年生で、スポーツチャンバラの教室に通い、料理が得意な明るい性格の少女。大事な物は腹巻とペキンナベで、本人は「どんな料理もこれ一個」で作れると豪語している。
父親・玉依俊二と二人暮らしで、母親とは別居中。
本名は漢字表記の「秕」であるが、母親・玉依美園との確執と、「中身が無い実」「実ることのない種子」というネガティブな意味を持つ漢字であるという理由から、自分の名前を書く際には「シイナ」とカタカナ表記にしている。この名前は亡き姉・実生の様に、何処にも行かないようにという願いから付けられたものであった事が物語終盤で明かされる。
田舎である祖父母の住む島に里帰りした際に竜の子「ホシ丸」と出会い、数々の出会いを経験し、様々な思惑と出来事に巻き込まれていく。しかし、他の竜の子のリンク者達とは異なり、ホシ丸とリンクしている様子は見られない。(実は、ホシ丸とリンクしているのは鶴丸丈夫であり、シイナの竜の子は地球そのものである。名前は不明で、涅の竜の子「シェオル」と2体で地球を構成している。)
元々学校の成績は芳しくなかったが、ひろ子の死のショックから勉強に没頭し、物語中盤でひろ子が目指していた名門私立女子校である万朶学園中等部に特待生として進学する。桜組在籍。髪型も二つしばりのおさげから、やや長めのショートカットに変更した。
タラスクの件の際、米軍の機銃掃射を受けて死亡するが、その後、シイナの竜の子である地球に体を修復され生き返り、祖父母の住む島の浜辺に打ち上げられた。その後、島で初潮を迎える。物語終盤、父を目の前で失った上、ホシ丸に導かれて向かったシェオルの手の上で須藤の最期を看取った直後に精神が崩壊しかけるが、その際、明から自分の名前の本当の意味を知らされ、それによって、自身の竜の子である地球とリンクする。最終的にはシェオルによって破壊された地球に涅と2人だけ生き残る。その際、鶴丸の子供を懐妊した事が判明する。ラストシーンでは彼女の子供である女児が登場している。
玉依 俊二（たまい しゅんじ）
声 - 飛田展男
シイナの父親。初出時は46歳。本木航空にて飛行艇を使った運輸等の業務をこなす会社員、パイロット。
操縦センスは一流で、元は航空自衛隊に所属していた、階級は二佐。よって、人脈の広さも相当なもので、テストパイロットや模擬演習に指名される事もしばしば。後に本木航空に納入されたSu-30M2 フランカーF2のパイロットとして活躍する。物語の中で何度か竜と関わっている（模擬演習中にハイヌウェレに飛行機を撃ち落される、本木航空に乗り込んできた「鬼」に襲われる、ロシアでのエピソードでは成竜と乙姫に出会う等）。物語終盤、ハイヌウェレを戦闘機のエンジンに巻き込んで粉砕し、倒す事に成功するが、その際にコクピットを銃撃されて墜落、命を落とす。
- 主な乗機：F-104 スターファイター → Su-30M2 フランカーF2

玉依 美園（たまい みその）
声 - 茉雪千鶴
別居中のシイナの母親。「秕（しいな）」という名前は彼女が付けた。シイナに対し母親とは思えぬ冷たい態度を取っており、互いの折り合いは悪い。「臨時軍用気球研究会議」という国家機関の科学者を勤めている。また、大学の客員教授をしており、理化学研究所に勤めている。夫と共に愛煙家である、夫と同じ銘柄である（HOPEを模した）PEHOを吸っている。
実生が乙姫になった後、研究したいことができたとして俊二やシイナと別居する。この時から実生がどうなったか調べており、人間に戻る方法を探している。
紆余曲折の末、最終的にはシイナと和解する。本当は元よりシイナの事を愛しており、冷たくしていたのはシイナの姉・玉依実生の一件があったからであった。俊二の死後、シイナを引き取り生活を共にするも、最終話でシイナと明の見舞いに向かう際にリンク者を憎む暴徒達に襲われ、射殺される。
イカツチの乙姫 / 玉依 実生（たまい みしょう）
作中で最初に登場する乙姫。成竜「イカツチ」の乙姫で、田舎の島から帰りの飛行艇でプッシュ・ダガーに襲われていたシイナの前にイカツチと共に現れ、助ける。
その正体は玉依夫妻の第一子・玉依実生で、シイナの姉に当たる人物であった。シイナが生まれる前あたりから様子がおかしくなり、美園がシイナを出産した後に死亡、他殺体となって発見された。しかし、その遺体は竜の子の力でコピーした彼女の体に傷を付けた物であった。死後は成竜となったイカツチの乙姫となり、何度もシイナの危機を救った。
なお玉依家には実生の遺影や仏壇等はなく、実生の事は、その一切がシイナには隠されていた。その為、シイナは年が離れた姉がいた事自体を全く知らず、最終話近くで明から、実生の存在と乙姫になったという事実を聞かされる。
アニメ版
シイナがホシ丸と出会った夜に海に浮かぶ鳥居の上の近くにイカツチと共にシイナ達の前に現れた。以降は登場しない。

### シイナの近辺の人物
佐倉 明（さくら あきら） 竜の子：エン・ソフ
声 - 能登麻美子
スポーツチャンバラ教室の体験入学の際にシイナと出会う少女。初登場時は中学2年生。
両親は定食屋「むつ」を経営している。容姿端麗ながら内向的な上に対人恐怖症で、人と接するのが苦手。そのためクラスの女子を中心にイジメを受け、不登校に陥っているが、一部の男子からの評判は良い。自身も「エン・ソフ」と呼ぶ竜の子のリンク者であったことから、シイナと共に多くの出会いを経験することになる。鶴丸によるとニンフォマニアである。
物語中盤で、小森にもらったナイフで父親（声 - 滝雅也）を殺害、少年院に入ることになる。その後、須藤に連れられて児童自立支援施設から逃亡し、政府関連の病院の地下でプッシュ・ダガーと融合した小森の姿を見る。物語終盤でシイナと共に須藤の死を看取った後、米軍の爆撃を受けて意識不明の重傷を負うが、意識を失う直前にシイナに彼女の名前の本当の意味を伝える。最終話でリンク者を憎む暴徒によって病室の窓から落とされ死亡した。
アニメ版
中学3年生に変更された。鶴丸とのり夫の会話が無いため、ニンフォマニアとはされない。
鶴丸 丈夫（つるまる たけお） 竜の子：ホシ丸
声 - 宮下栄治
シイナが田舎の島から帰路につく際、飛行艇に同乗していた青年。竜の子についてもいろいろ認知している。高校3年生と自称するが、学校に通う描写は一度も無い。
数々の女性との間に子供を多く作っている。面倒見のいい人間で、シイナを見守る数少ない人物でもあり、物語の後半で家出してきたシイナを自分の住まいに迎えた。また、趣味なのか、自身で組み立てたと思われるアメ車を乗り回す描写が多い。便利屋に近い仕事で生計を立てているが、ある時その仕事で美人局を行っていたチンピラを痛い目にあわせたことが後にのり夫の死の原因に繋がってしまう。
実はホシ丸のリンク者であり、ホシ丸の本来の持ち主である。物語後半のタラスクの件でシイナの死を目の当たりにし、さらにその直後核爆発に巻き込まれて放射線を浴びてしまう。やがて髪の毛が抜け落ちるなどの症状が現れ始め、自分の父を失ったシイナが訪れた際には寝たきりになるほど症状が悪化していた。シイナと交わり、自分の子供を彼女の胎内に遺した。
シイナの死後、彼女の遺体を持って帰宅した際にのり夫が殺されたことを知り、同時にそこでシイナの両親と初めて対面した。後にシイナが生き返ったと知らされた際にはシイナがいる田舎の島に飛んで駆けつけ彼女の無事を喜んだが、シイナは彼がホシ丸のリンク者であることを知ったと同時にホシ丸がひろ子を殺したのも彼の仕業だと気づいたため、結局その時は拒絶されてしまう。
髪の毛が抜け落ちてスキンヘッドになった頃、のり夫を殺害したヤクザ「豚食い」とその仲間を殺害する。その際、片耳にのり夫の物と思われるピアスをしている。
最終話でリンク者を憎む暴徒によって射殺され、ホシ丸は彼の魂を取り込もうとするが失敗して機能停止した。
古賀 のり夫（こが のりお） 竜の子：ヴァギナデンタータ
声 - 赤石広樹
鶴丸と共に飛行艇に同乗していた人物。黒髪のロングヘア。左右に1つずつピアスをしている。中学2年生。造形が生業で、様々な人形や竜の子に似た模型を作り上げており、個展も幾度か開いている。一見美少女と見間違うほど、女性的な容姿をしているが男性である。竜の子「ヴァギナデンタータ」で鶴丸を様々な形でサポートしている。
鶴丸とは常に行動を共にし、あけすけに接している。鶴丸に対しては同性でありながら恋愛感情のようなものを持ち、子供を産めない自身の体と女性へのコンプレックスを抱いている。
万朶学園のオリエンテーリングに体操服姿でさとみの班に潜入し、スタンガンでさとみを気絶させる。
物語後半で鶴丸への復讐のためにチンピラたちが鶴丸の家に押しかけてきた際、チンピラたちが連れてきた「豚食い」と呼ばれているヤクザに陵辱され、ナイフで体を解体されるという凄惨な最期を遂げる。死の直前までシイナと鶴丸を守るため、自らの命を省みず、ヴァギナデンタータを操作して2人をF-16の爆撃から守り続けた。
アニメ版
髪色は茶色になっている。自身の竜の子の名前を明かす場面は無くなっている。
貝塚 ひろ子（かいづか ひろこ） 竜の子：「鬼」（正式名称不明）
声 - 野川さくら
シイナのクラスメイトで親友。3つ編みが特徴的な女の子。毎回テストで好成績を収めるほど勉強がよく出来る。シイナの作るご飯が大好き。
実は彼女も竜の子のリンク者。彼女の竜の子には具体的な名前はないが、目撃者からは「鬼」と呼ばれており、彼女の部屋のクローゼットにずっと隠してあった。本来は明るい性格だったが、万朶学園中等部への合格を目指して父親からスパルタ教育を強いられており、またクラスメイトから陰湿ないじめを受けていたことから、明るさを抑圧されていた。やがてある出来事がきっかけで過酷な現実に耐え切れなくなり、竜の子を使って両親と自分をいじめていたクラスメイト達を惨殺、さらにシイナのためだとしてシイナの父・玉依俊二までも殺そうとし、それに逆上したシイナに殺されそうになるが、その直後にシイナの目の前でホシ丸に絞殺された。その後は彼女と両親の遺体は鶴丸によって処分され、貝塚一家は行方不明扱いとなる。

### 黒の子供会
須藤 直角（すどう なおずみ） 竜の子：無名（涅見子は「トリックスター」と呼んでいる）
声 - 田坂秀樹
竜の子を保持するリンク者達を束ね、独自の考えに沿って動く謎の組織・黒の子供会の頭目。家族には両親と兄がいたが、現在は行方不明とされている。一留して高校3年生。
自分の意思を表に出さない乾いた人間で、人の命を奪うことにも全く容赦がない（行方不明扱いとなっている直角の家族も直角自らが手をかけたと示唆されている）が、竜の子を使用することは他の黒の子供会のメンバーと比べて少ない。高校3年生になった頃から今のように変わってしまった、と元担任から語られる。
物語後半で明と接触し、彼女を政府関連の病院の地下に幽閉されていた小森の下へ導く。その後は地球の人間を皆殺しにするため世界中の主要都市や火山にICBMを降らせ、最後は1週間ほど水も食事も絶ち、竜や乙姫になることも拒否し、シイナと明に看取られながら命を絶った。
高野 文吾（たかの ぶんご） 竜の子：ハイヌウェレ
声 - 菅沼久義
黒の子供会の一員。メカフェチでミリタリーマニア。高校2年生。竜の子の力を使い、拳銃から重火器まで幅広く作成していた。社交的で思いやりがある反面、いかなる指示も任務と割り切り的確にこなす冷酷さも併せ持つ。妹がいるとされているが作中には登場しない。さとみとは幼馴染で、彼女との間にはそれ以上の深い関係がある。物語終盤でハイヌウェレを操り玉依俊二の乗る戦闘機を襲撃したが、交戦の末エンジンにハイヌウェレを巻き込まれ、そのダメージの反動で精神崩壊を起こした。
アニメ版
妹がいる描写はされない。初登場時が茶髪、第9話では金髪になっている（原作でも同じなのだが、アニメなのでその色が分かる）。
小沢 さとみ（おざわ さとみ） 竜の子：アマポーラ
声 - 田中かほり
黒の子供会の一員。何者にも屈しない強く気高い心を持つ反面、人を殺すことに強い憧れを抱く少女。文吾とは深い関係がある。
家柄と成績、さらにはプロポーションすら求められるお嬢様学園である万朶学園高等部の百合組に在籍している。高校3年生。
高校生の現在とは違い、小学生の頃のさとみの性格は文吾におとなしすぎると言われるほどで、委員長をしていた。クラスメイトに煙草を買ってくるように命令され、それ担任に見つかったことで内申点に影響し、万朶学園中等部の受験に失敗した。そのため万朶学園高等部に入学してからは二文字であることにこだわりを見せ、成績上位でも周囲に余裕を感じさせず、わざと周りに敵をつくる様な行動をとっていた。
初対面の時はシイナの顔面を殴り対立していたが、シイナが自分の後輩になってからは彼女と和解した。しかしその後、のり夫の個展を見に行った際にハイヌウェレそっくりの彫像を目の当たりにして、俊二を襲った「天使」が文吾の竜の子であることを裏づける言葉を口にしてしまったため、再びシイナと対立。この出来事がきっかけでシイナを殺害しようと計画し、オリエンテーリングの際にアマポーラを使ってシイナを襲撃。彼女を助けに駆けつけた鶴丸を一蹴するなどしてシイナを追い詰めたが、突如現れたイカツチと乙姫にアマポーラを一蹴されて失敗に終わった。なお、この時さとみは気絶しており、アマポーラが自力で動いている状態であった。その際のダメージの反動で精神に異常をきたし、物語後半では幼児退行を起こして文吾に頼りきりになってしまうが、終盤ではある程度は回復し再びアマポーラを操作できるようになっている。
ハイヌウェレが敗れて文吾が精神崩壊を起こした後、涅の作った大きな手のへりにアマポーラで立たせた文吾と共に立つ。その後の彼女たちの姿は描かれていない。
小森 朋典（こもり とものり） 竜の子：プッシュ・ダガー
声 - 石田彰
黒の子供会の一員。母親と二人暮らしをしている。中学2年生。
佐倉明を気に入り、自身の考えとナイフを託すも、ホシ丸とエン・ソフと戦闘になり、ホシ丸から金属棒の一撃を食らい重傷を負う。その後、彼とプッシュ・ダガーはその場から姿を消して行方不明となる。
行方不明後のニュースで彼の母が衰弱死か餓死していたこと、彼の母は体と精神が弱く彼が世話を行なっていたこと。彼の周囲からの評判はとても良く、学年で1番の秀才で医者になると言っていたと同級生達から語られる。
ホシ丸に負わされた怪我を癒す過程で政府に捕まり実験体にされていた。後に須藤と共にやってきた明に姿を晒すが、そのとき小森はすでにプッシュ・ダガーと融合して人ならざるものとなっていた上、実験体にされた際に記憶障害を起こしており、以前の小森ではなくなっていた。
アニメ版
ホシ丸から金属棒ではなく、プッシュ・ダガーもどきの一撃をくらう。その後の登場は無い。
涅 見子（くり まみこ） 竜の子：シェオル
声 - 雪野五月
黒の子供会の一員。竜の子・シェオルを保持する、ひどく浮世離れした少女。須藤と同居している。シイナと同学年。万朶学園中等部の制服を着ているが、実際には入学していない。
家では常に全裸でおり、外出時にも下着を着用せず、常に何かに向けて対話している。シェオルはあまりにも巨大すぎたため終盤までリンクすることが出来なかった。リンクが完了する前にも何らかの力が使える描写がされる。鶴丸を尋ねた際居合わせたチンピラたちに強姦されその最中にリンクに成功、圧倒的な能力でチンピラたちを殺害。その際にシェオルが通常の竜の子より遥かに優れた能力を持つことを鶴丸に見せつけた。試してみるのもおもしろいとして強姦を受けた痕を修復せずに放置しておき、最終話ではシイナ同様に懐妊。
最終的にはシェオルで人類を滅ぼし、シイナと2人だけ生き残る。またその際、態度と口調が一転している。ラストシーンでは彼女の子供である男児が登場している。

### シイナのクラスメイトとその関係者
水嶋 貴也（みずしま たかや）
声 - 時田光
シイナのクラスメイトで、シイナと俊二が住んでいるアパートの大家の息子。華澄（かすみ）と珠美（たまみ）いう二人の姉がいる。当初はシイナに気があったが、いじめを目撃したことでひろ子を守ろうと考えるようになる（シイナに好意を持っていた段階でも、ひろ子を気に掛けているそぶりはあった）。市東からひろ子をいじめていたことを告白され、後にひろ子がいじめっ子達からいじめられていた現場に駆けつけひろ子を助けた。その後、ひろ子を心配して彼女の家に向かい、自分の想いを伝えるも、シイナに対して以前持っていた感情を指摘され、既にひろ子が両親を殺していたことから拒絶されてしまい、それが彼女との最後の会話となる。
ひろ子が行方不明となって以降も、彼女の死を知らずにひろ子のことを一途に思い続けていた。シイナから「どんなに待っても ひろちゃんは帰ってこないよ」と言われた際も信じきれずにいたが、シイナがホシ丸と行動している所を目撃したことでひろ子の死を確信し、涙を流した。
アニメ版
登場場面が大幅に削られたためにキャラクターの掘り下げが少なく、初登場もひろ子をいじめから助けたシーンにまで先延ばしされている。シイナからの呼ばれ方も苗字呼びである。
本田 亜希（ほんだ あき）
声 - 笹島かほる
ひろ子をいじめていたクラスメイトの一人。性格は陰湿かつ卑劣で、いじめっ子4人のリーダー格。兄が一人いる。実は彼女がひろ子にしていたいじめはすべてこの兄から手ほどきされたものであった。また、兄とはただの兄妹としての関係だけではなく性的な関係まで持っていたことを匂わせる描写がある。
尾崎が殺された後、アパートに乗り込んできた「鬼」によって兄は亜希の目の前で殺され、亜希も今までひろ子にしたのと同じ仕打ちを受けながら、上半身と下半身で両断されて死亡した。
アニメ版
注射器状に変形した「鬼」の指に腹部を内側から貫かれる姿が床に写ったシルエットで描かれる。また、この時にスカートを履いている（原作では何も履いていない）。
尾崎 三早（おざき みはや）
声 - 小島めぐみ
ひろ子をいじめていたクラスメイトの一人。タレ目で、薄い茶髪の巻き毛をしている。いじめには本田と同じくらいに積極的。夜道で竜の子「鬼」に襲われ、いじめっ子の最初の死亡者となり、尚且つ最も惨たらしい方法で殺害された。その遺体は原形を留めないほど切り裂かれた状態で発見されていた。
アニメ版
「鬼」との遭遇時に、ランドセルを背負っており学校の帰り道のように描写がされた（原作ではランドセルは背負っておらず、手提げバッグを持っていた）。
高村 宏華（たかむら ひろか）
声 - 小林恵美
ひろ子をいじめていたクラスメイトの一人。短いツインテールのお下げが特徴。尾崎と本田が殺された翌日、学校に乗り込んできた「鬼」に教室の窓を破って投げ落とされて、転落死する。
アニメ版
「鬼」が来る前の教室で、足を震わせる描写が追加されている。
市東 美代子（しとう みよこ）
声 - 吉川由弥
ひろ子をいじめていたクラスメイトの一人。短い髪と髪留めが特徴。他の3人と違ってひろ子をいじめることに罪悪感を抱いていたようで、途中でクラスメイトの水嶋貴也に全てを話す。その結果、他の3人から痛めつけられ怪我を負う。尾崎と本田が殺された翌日、学校に乗り込んできた「鬼」に左腕を折られ、左足を捥ぎ取られた上で握り潰されかけるが、シイナの説得で「鬼」が撤退したため助かることとなった。
アニメ版
緑がかった髪をしている。顔に絆創膏などを貼って登校した際に本田から笑みを浮かべられる。本田に「ほっぺたに何かついてるよ」と絆創膏のことを揶揄われ、本田を含む3人に笑われており、次のいじめのターゲットにされた模様。足が捥がれる場面はシルエットで描写される。
本田亜希の兄
声 - 大橋隆昌
亜希に虐め方を手ほどきした張本人。妹と一線を越えた関係を持っているかのように描写される。亜希と一緒にいる時に突然現れたひろ子の竜の子「鬼」に頭を壁に叩き潰されて即死する。下の名前は明かされていない。
アニメ版
頭半分を吹き飛ばされて殺され、その様子がシルエットで描写される。その後、ニュースレポーターに下の名前を「やすひと」と呼ばれており、高校1年生であるとされている（クレジット内では「亜希の兄」とされているため漢字は不明）。

### 政府関係者
宮子 巽（みやこ たつみ）
国家機関「臨時軍用気球研究会議」副局長。リンク者が人間である竜の子の軍事利用（通称・日乃レポート）を目論む。また在日米軍の撤退も画策し、秘書である佐藤明希と共に様々な場所で暗躍する。黒縁眼鏡が特徴的の国粋主義である野心家。最終話で、後記する渡辺の息子に仇討として刺された。
アニメ版
登場場面が全て無くなり、一切登場しない。
佐藤 明希（さとう あき）
臨時軍用気球研究会議の秘書。宮子巽の右腕として、仕事を的確にこなす大人の女性。才色兼備なその姿に局内でも多くのファンがいる。本人によると「ダメなモノにも愛情を注げる女」。小さな花屋を両親と営んでいる、秋吉睦（あきよし むつみ）という男性と婚約しており、明希本人も仕事が終わると花屋を手伝っている。
アニメ版
登場場面が全て無くなり、一切登場しない。
渡辺 恵太 （わたなべ けいた）
声 - 茶風林
東富士でシイナと明を拘束した自衛隊の小隊長。階級は二尉。眼鏡をかけている。明が自分の拳銃を奪い自殺を試みた時に生きるよう諭し、竜の子の急襲に混乱する隊員がシイナと明に銃を向ければ制止するなど、作中では比較的良識ある大人として描写されている。さとみ / アマポーラが生成した青酸ガスを吸入して死亡。死後、宮子の隠蔽工作で、東富士での一連の事態は（民間人の犠牲も含めて）渡辺の所属していた部隊のクーデターによるものとして情報が流布された。渡辺には妻と息子が一人いたが、遺族は噂の真実性を認める人々から国賊として中傷を受けた。物語終盤、後記する河野の婚約者により真実が明るみに出され、これにより渡辺の息子は宮子を父の仇と認識する。
吉陸幕副長
臨時軍用気球研究会議の一員。初めての会合で現れた宮子の姿を見て帰ろうとするが、娘の情報を握られており逆らえず会議に参加する。
東富士演習場に対戦車ミサイルを装備した戦闘ヘリを出動させる。
アニメ版
初めての会合に参加する姿は描写されるが、名前が出ず以降は登場しない。
保田空将
臨時軍用気球研究会議の一員。東富士演習場に飛行隊を出動させる。
アニメ版
初めての会合に参加する姿は描写されるが、名前が出ず以降は登場しない。
警察庁刑事局の刑事
顎髭を生やしている男性。小森家付近で待機しており車で移動する須藤を追い、高速道路で須藤の身代わりになったトリックスターと銃撃戦を繰り広げる。
自分の所属を生駒刑事に伝えていたところ「鬼」が小学校に向かうのを見て後を追う。生駒刑事と共に校内に入る。
シイナの言葉からひろ子を割り出し、ひろ子の家の前に生駒刑事と共に車で乗りつけるが、ヴァギナデンタータに邪魔をされる。
最初のICBMが発射された後にシイナの家を訪れ須藤の行方を聞く。シイナ・俊二と共に避難先である本木航空に向かう。カレーを作るのを手伝い、須藤の目標の変更（火山）を伝える。その後、須藤の元へ案内するため飛行機で飛んでいくシイナを見送る。
アニメ版
登場場面が全て無くなり、一切登場しない。
生駒刑事
声 - 中國卓郎
千葉県の廃校で起きた福山京児の墜落事故について捜査を行う。江角ジュンの姿をした京児からジュンのことを京児のいとこ・福山笙子に言わないように頼まれる。
尾崎三早が殺された事件の捜査を、上司と思われる樋口という老刑事と行う。「鬼」が小学校に向かった後は警察庁刑事局の刑事と行動を共にする。
アニメ版
京児の事件では登場するが、「鬼」の事件では登場しない。

### その他の登場人物
江角 ジュン（えずみ ジュン） / 福山 京児（ふくやま きょうじ） 竜の子：ホウキ
声 - 雪野五月
シイナがホシ丸を操作するための訓練をしていた際に出会ったリンク者の少女。ホウキという竜の子と行動を共にしており、シイナに竜の秘密を教えることになる。竜の子を「念土（ねんど）」と呼んでいる。
実は本物の江角ジュンは2年前に死亡しており、シイナが出会ったのはジュンの友人だった少年・福山京児の竜の子が変身した姿だった。京児自身は事故で意識不明の状態になっていたが、自分のいとこ・福山笙子（声 - 鈴木菜穂子）にジュンが死んだことを知らせないために竜の子をジュンの姿に変身させ、さらに竜の子を通じてシイナや笙子と接していた。その後、病室に自分の体のコピーを残して死を偽装した。最後は竜の子を通してシイナに全てを語った後、竜の子に魂を渡して乙姫となった。
インナ・ビクトロヴナ・ミローノワ
俊二が業務のためロシアを訪れた際に知り合った老女、78歳。農業を営んでいた夫を20年前に亡くし、その2年後の18年前に、軍人だった息子が行方不明となり、息子の行方をずっと捜していた。旧姓はイワノワで、先の大戦では戦闘機に乗ってエースとして活躍し、その手柄によりソ連邦から英雄メダルの勲章を受けている。
レオニード
インナの息子で愛称はリョーリャ。軍人で、飛行訓練中に行方不明となるが、実は1km以上もある巨大な成竜（ヤガーばあさんの小屋）に不時着しており、その後は竜に生い茂る植物の状態を管理しながら、乙姫と共に宇宙を旅していた。行方不明時には30歳で、インナと再会した際には48歳のはずだが、本人は3年も経過していないと感じていた。
ワシリーサ
レオニードと共にいた乙姫。
ロバート・フランクリン 竜の子：タラスク
アメリカ人。進行形の神経疾患を患っている。延命治療のために在日米軍の病院に預けられていたが、実は竜の子とリンクしたことからリンク者のサンプルとして政府に命を長らえさせられていた。その後、事実を知った母・ジェーンと共に日本へ逃げてきたが、ジェーンが事故を起こした後自分の竜の子・タラスクと共に逃げ出してしまう。最後は生命維持装置を外して公園の遊具内に横たわっていたところをジェーンとシイナに発見され、病院に向かう車の中で息を引き取った。
ジェーン・フランクリン
ロバートの母でアメリカ国防情報調査庁分析技術員、38歳。難病を患うロバートに高度な治療を受けさせるために彼を米軍の病院に預けるが、政府がロバートを竜の子のリンク者のサンプルとして生かしていることを知って息子を連れて日本に逃亡してきた。だが日本についた直後、居眠り運転により子供2人相手にひき逃げ事故を起こしてしまう。その後は竜の子・タラスクと共に逃げ出したロバートを追っていたが、その途中でシイナに出会い、彼女と行動を共にすることになる。最後はタラスクの件を解決した後、死亡した息子を乗せた車で警察署まで行き、ひき逃げの罪で自首した。基本的に男性的な言葉遣いで話すが、息子に英語で語りかける際には女性的な口調で訳されている。
石田 （いしだ）
声 - 泰勇気
佐倉明のクラスメイトの男子。明に好意を持っており、彼女を虐めている紫村とは仲が悪い。体育のサッカー中に倒れた明を保健室まで連れた。その際、性的な関係になりかけるも、自信の無さから拒絶してしまった。
紫村 （しむら）
声 - 西沢広香
佐倉明のクラスメイトの女子。陰湿な性格でクラスの女子の中でも明を率先して虐めており、石田の事も見下している。しかし、彼女自身も小学生の頃は虐めを受けた過去を持つ。
河野 淳司（こうの じゅんじ）
軍事関係専門のフリーランスカメラマン。東富士演習場の装備品開発疑惑（実際は実験体にされた小森 / プッシュ・ダガー）の張り込み取材中、黒の子供会が起こした戦闘に巻き込まれ死亡する。
河野の婚約者
上記の河野淳司の婚約者。河野の死後、車でガケから飛び降りて自殺を試みたが生還する。下半身に障害が残る。生き残ったということは自分にまだやるべきことがあるはずと、河野の死について独自で取材を行う。物語終盤、竜の子に関わる一連の事件を暴き、テレビ報道に乗せて白日の下に晒す事に成功する。しかし、シイナを始めとした子供まで含めた全関係者の実名と顔写真を報道した事が人々の憎悪の矛先を定め、世界の終末を招く遠因となった。
渡辺二尉の息子
渡辺二尉の一人息子。最終話で宮子を刺し父の仇討ちを果たす。
遺族の少女
竜に関わって死亡した男性の娘。最終話で渡辺の息子と二人で宮子を訪ね、刺された宮子に向かって「父の仇」と言う。

## 登場兵器・武器・装備

### 自衛隊
- 89式装甲戦闘車 - 東富士での戦闘に投入される。
- 96式装輪装甲車 - 東富士での戦闘に投入される。
- 82式指揮通信車 - 東富士での戦闘に投入される。
- 93式近距離地対空誘導弾 - 東富士での戦闘に投入される。
- 高機動車 - 東富士での戦闘に投入される。
- ゆうばり型護衛艦DE-228「ゆうべつ」 - 海面へと激突したイカツチの残骸、もとい死骸の回収の為現場海域で捜索にあたる。しかし、現場海域からはなにも発見されなかった。
- むらさめ型護衛艦DD-101「むらさめ」 - 横須賀から出航。対潜行動をとった。
- あさぎり型護衛艦DD-158「うみぎり」 - うみぎりと共に横須賀から出航。対潜行動をとった。
- F-15J戦闘機 - コールサイン「ギネス」の機体が1巻冒頭に登場。イカツチと遭遇する。
- P-3C対潜哨戒機 - 厚木から海面へと激突したイカツチの残骸、もとい死骸の回収の為現場海域で捜索にあたるが、なにも発見されなかった為、ソノブイを投下し対潜探知行動を行なった。
- AH-1対戦車ヘリコプター - ヘルファイア対戦車ミサイルを搭載した架空の発展型「コブラプラス」が東富士の戦闘に投入される。木更津駐屯地所属、コールサインは「バーバーバー」
- OH-1観測ヘリコプター - 東富士の戦闘にAH-1と共に投入される。主ローター・マスト頂部にロングボウ・レーダーに似た円盤形ドームが搭載されている。コールサインは「バーバーバー」
- A-10支援戦闘機 - 第21飛行隊に所属。コールサインは「オリオン」。アメリカの対日輸出赤字が拡大しつつあったため、極めて政治的な理由で米軍の余剰機を航空自衛隊が1個飛行隊分（26機）導入し[注 11]、第21飛行隊の他2機が飛行開発実験団に配備されている。なお、現実の航空自衛隊には配備されておらず、実際に第21飛行隊に配備されている機体はF-2である。
- 35mm2連装高射機関砲 L-90
- 89式5.56mm小銃
- 9mm拳銃
- 戦闘装着セット
- 個人用防護装備
- 88式鉄帽2型
- 防弾チョッキ2型

### 米軍
- ハンヴィー
- ロングビーチ
- F-16 - タラスクの捕殺作戦に投入される。クラスター爆弾を装備。
- F/A-18E
- A-6
- B-52
- C-130
- C-17
- E-2
- E-3
- E-8C
- EP-3E
- RC-12
- RC-135
- V-22
- HH-60
- OH-58
- MH-47
- M4
- M24
- AN/PVS-14

### ロシア軍
- MiG-31
- Mi-24
- Su-15

### 本木航空
- CL-215
- F-104
- Su-30

## 設定関連

### 竜の子
竜骸とも呼ばれる、本作品でのキーファクター。ホシ丸やエン・ソフ、トリックスターといった星型のものから、ハイヌウェレの様な人形をイメージしたもの、アマポーラの様な不定形等、様々であり、美園の見解によると決まった形はない。それは母たる地球から生み出された星の記憶と言われ、有した能力も重力下において自由に空を飛び（同作者の作品『ぼくらの』で、飛行能力の原理を説明している）、自身に取り込んだ物体の分子配列をコピーする事により、その物体を生み出す事が可能な不死の存在。戦闘するに当たっては、基本的には武器等を生み出して攻撃するが、「鬼」やプッシュ・ダガーの様に直接打撃を行うものも存在する。また、前述の能力を利用してリンク者の体をコピーしたり修復したりする事も出来るが、頭だけは取り替えの利かない部位であり、劇中、鶴丸が頭を取り替える事が出来ない旨を涅見子が示唆している。逆に頭だけ残っていたシイナは完全に体を修復出来た事が明らかになっている。
一部を除き、心身未発達の人間と交信（チャネリング、またはリンク）する事で交信先の人間の意のままに操る事が出来るようになる。何故これらの力を持ちながら、その様な行為に及ぶのかは本編の見所であり、後述する成竜にも関わってくる事柄である。

### 竜の子一覧
ホシ丸
声 - 雪野五月
玉依シイナが祖父母の島の海底で出会った星形の竜の子。その後は鞄の振りをしてシイナをサポートする。ほかの竜の子と異なり、感覚の共有などができないような性質があるように描かれる（この謎は物語終盤で解決される。詳細は上記「登場人物」を参照）。頭部以外のほとんどをほぼ自由に変化させることが可能で、終盤では高速飛行形態も登場する。装備は金属棒が主。体色は黄色で頭部のみオレンジ色。顔には隈取のような模様がある。
アニメ版
小森朋典の竜の子、プッシュ・ダガーの形をした塊を生成して武器としている。
エン・ソフ
佐倉明の竜の子。明が竜の子を利用することを嫌うことからあまり出番はなかったが、明自身がアマポーラに攫われた際シイナに助けを求めるため奔走したり、物語終盤ではシイナをシェオルの元へと導いたりと、要所での活躍は見せている。ホシ丸と似た姿だが、こちらは体色が白く頭部は赤色で、顔部分の模様も異なる。名前の意味はヘブライ語で「万物の始原」。
プッシュ・ダガー
小森朋典の竜の子。ヤリイカの胴体がナイフのような形状になった姿をしている。体の大半がナイフ状で、シイナのような子供が叩きつけた金属棒が、容易に両断されるほど鋭い。自身そのものを武器として攻撃するほか、複数の触手があり、多少形が変化する。後に小森の下半身と中途半端に融合する。
アニメ版
金属棒を両断する場面は無いが、落ちてきた木の葉が刃に触れて真っ二つになるほど鋭い。
アマポーラ
小沢さとみの竜の子。脊椎のような部位と四つの花弁のような部位からなる。後に人型へと姿を変え最終巻では元に戻る。文吾の影響を受けてか、ハンドガンからマシンガンなど様々な武装を持つだけでなく、毒ガスまで使いこなす。ただしさとみの空間スキャン能力の精度が悪すぎるため、銃が途中で暴発しそのダメージがさとみに来るなど当初はほとんどの武装が使い物にならなかった。名称「アマポーラ」はひなげしの花の意味。
ハイヌウェレ
高野文吾の竜の子。両腕のない女の子の人形に似た姿をしており、髪の毛のような翼、背から生えた翼のような巨大な腕を持つ。文吾自身が兵器にかなり詳しいために数多くの武装を持つ。3種類のガトリング砲や、自在に弾頭を使い分けるミサイルランチャーで自衛隊を壊滅させ、本木航空の機体を合計4機撃墜し、死者2名を出している。また初登場の際にシイナの父・俊二が乗っていた飛行機を撃墜して俊二に重傷を負わせており、シイナにとっては因縁深い相手となっている。名称「ハイヌウェレ」はインドネシアの神話に由来する。
ヴァギナデンタータ
古賀のり夫の竜の子。かなり大型の竜の子。鶴丸にはよく「オグル」と呼ばれるが、毎回のり夫が訂正している。擲弾銃やミサイルランチャーなどの装備を持ち、対地攻撃状態の戦闘機に容易に接近するほどの滑空能力を有している。米軍との戦闘の中、のり夫の死に呼応するように成竜へと成長するが、のり夫の魂を得られずに朽ちていった。成竜は、のり夫が望んでも産むことが出来なかった胎児を抱いた姿をしていた。名称「ヴァギナデンタータ」はラテン語で「歯のある膣」の意味である。これは精神医学用語でもある。
トリックスター
須藤直角の竜の子。「トリックスター」の名前は涅見子がつけたもので須藤自身は名前をつけていない。ホシ丸、エン・ソフ同様に星形の竜の子だが、頭部と体の前面に装甲を纏っているように見える。
ホウキ
江角ジュン（福山京児）の竜の子。ホウキのような形状で柄の先端に目がついた姿をしており、リンク者は魔女のようなスタイルで飛行する。京児といた頃はホシ丸のような星形で描かれている。エピソードの最後に、京児の魂を取り込み成竜になる。
鬼
貝塚ひろ子の竜の子。鬼のような姿からそう呼ばれた。飛行はせず、伸縮する四肢や鋭い爪を用いて攻撃する。
タラスク
ロバート・フランクリンの竜の子。ドラゴンのような形状。アメリカ軍によって管理されていたが街中へ逃げ出す。武器は使わず羽や足のみで軍の車やヘリコプターを破壊した。母親のジェーン・フランクリンによると、ロバートの強いものへの憧れから生まれたドラゴンのハリボテ。
シェオル
涅見子の竜の子。シェオルとは地球そのものであり、シイナの竜の子と2匹で地球を構成している。保持者の意思に従い地中を通して移動させたり、何もない場所に地中から弾力性のある壁や人の腕など物体を自在につくり出すことができる。作中では主に巨大な腕を出現させ、戦闘機の撃墜、人類の一掃など、圧倒的な力を振るった。名称「シェオル」とはヘブライ語で「黄泉」の意味。

### 成竜
先の竜の子が子であるのに対して、成竜と区分されるこれらの竜は、太古から人間達に想像上の生物として、伝記や童謡で西洋では「ドラゴン」、東洋では主に「竜」と語られてきた物に他ならない。星の記憶である「竜の子」は力を保持した容器に過ぎず、これらが成竜を迎えるには交信した生物の魂を己の体の内に入れる必要がある（竜の子が「竜骸」と呼ばれるのは魂を持たないため）。生物の魂を己に迎え入れて成竜と呼ばれる。体長、体形ともに様々な形へと成長し、強大な力も有するが、大部分は地球の様々な場所で眠りについている。
また、成竜は己の内にある星の意思とは他に、元のリンク者の姿を象った乙姫の意思を主に行動する。

### 成竜一覧
パロロコング

レヴィヤタン

アナト

イカツチ

元ホウキ（正式名称不明）
江角ジュン（福山京児）の竜の子が成竜になったもの。人魚のような姿をしており、顔は京児のいとこ・福山笙子にそっくりだった。
アニメ版
体の色は主に緑色で描かれた。
イルカが乙姫の成竜（正式名称不明）
ジュンとシイナの前に姿を現した。
ヤガーばあさんの小屋
おとぎ話で有名な魔法使いの住んでいる家にそっくりな成竜。体長は1km以上もあり、形は家だが全体は森のように木が生い茂り、家の下からは鳥の足に似た四肢が生えている。

### 乙姫
成竜に魂を移す以前の竜の子のリンク者そのものの姿をしている。偶然にも成竜を見る事が叶ったとしても、人の前には決して姿を現す事のない生前のリンク者の魂の依り代。その姿は白く、幾本もの朱色のラインが幾何学的に、まるでボディペインティングの様に全身に描かれている。言葉を交わす事はないが、生前の記憶を元に行動する節も多々見受けられる。リンク者はある程度の選定基準はあるが、基本的に生物なら何でもよく、劇中では人間のみに留まらず、イルカ等、高い知能を持つ動物や魚や植物に至るまで、様々な生物が乙姫として登場する。

### 万朶学園
一本線
中等部を表す。制服や体操服の上着に一本線が入っている。また、体操服のゼッケンに学年を示す数字が書いてあり、その下にも一本線が入っている。
二本線
高等部を表す。一本線と同じく制服や体操服に二本線が入っている。
一文字
中等部からある組は「桜」「菫」「椿」で、一文字であることから中等部入学者を指す。
二文字
高等部入学者を指す、彼女達が「百合」組に所属することが由来。百合組はクラス変えが無い。

## 書誌情報

### 単行本
- 鬼頭莫宏『なるたる』 講談社〈アフタヌーンKC〉、全12巻。ISBNの後にその巻の目次に書かれている文章を括弧書きで記載する。
  1. 1998年8月21日初版発行（1998年8月19日発売）、ISBN 4-06-314186-1、
「星が、その子を導くーーー。」
  2. 1999年1月22日初版発行（1999年1月20日発売）、ISBN 4-06-314197-7、
「囁きは、その子に届くーー。」
  3. 1999年7月22日初版発行（1999年7月19日発売）、ISBN 4-06-314217-5、「その、叫び。」
  4. 2000年1月21日初版発行（2000年1月19日発売）、ISBN 4-06-314229-9、「瞳にうつる。」
  5. 2000年5月24日初版発行（2000年5月18日発売）、ISBN 4-06-314242-6、「その心に欠けたもの。」
  6. 2000年11月22日初版発行（2000年11月20日発売）、ISBN 4-06-314254-X、「伝わるぬくもり」
  7. 2001年6月22日初版発行（2001年6月20日発売）、ISBN 4-06-314266-3、「憎しみの右手。」
  8. 2002年1月23日初版発行（2002年1月21日発売）、ISBN 4-06-314283-3、「タマシイ。」
  9. 2002年7月23日初版発行（2002年7月19日発売）、ISBN 4-06-314301-5、「星を渡る。」
  10. 2003年2月21日初版発行（2003年2月19日発売）、ISBN 4-06-314315-5、「死。」
  11. 2003年7月23日初版発行（2003年7月17日発売）、ISBN 4-06-314321-X、「命。」
  12. 2003年12月22日初版発行（同日発売）、ISBN 4-06-314335-X、「星を身篭る。」

### 新装版
- 鬼頭莫宏『新装版 なるたる』 講談社〈KCデラックス〉、全8巻。
  1. 2017年6月23日発売[11]、ISBN 978-4-06-393223-2
  2. 2017年6月23日発売[11]、ISBN 978-4-06-393224-9
  3. 2017年7月21日発売[11]、ISBN 978-4-06-393233-1
  4. 2017年7月21日発売[11]、ISBN 978-4-06-393234-8
  5. 2017年8月23日発売[11]、ISBN 978-4-06-393253-9
  6. 2017年8月23日発売[11]、ISBN 978-4-06-393254-6
  7. 2017年9月22日発売[11]、ISBN 978-4-06-393268-3
  8. 2017年9月22日発売[11]、ISBN 978-4-06-393269-0

## サブタイトルリスト
| 収録巻 （単行本） | 収録巻 （新装版） | 話数   | サブタイトル                                  |
| ----------------- | ----------------- | ------ | --------------------------------------------- |
| 1                 | 1                 | －     | プロローグ                                    |
| 1                 | 1                 | 第1話  | それは星のカタチ                              |
| 1                 | 1                 | 第2話  | 虚空の姫                                      |
| 1                 | 1                 | 第3話  | カミソリの向かうところ                        |
| 1                 | 1                 | 第4話  | 災いは光の内                                  |
| 1                 | 1                 | 第5話  | 黒の1号                                       |
| 2                 | 1                 | 第6話  | ナイフの向かうところ                          |
| 2                 | 1                 | 第7話  | 柱に血を捧げて                                |
| 2                 | 1                 | 第8話  | 夢魔の夜                                      |
| 2                 | 1                 | 第9話  | 鳩首その1・黒の子供会                         |
| 2                 | 2                 | 第10話 | 鳩首その2・臨時軍用気球研究会議               |
| 2                 | 2                 | 第11話 | 残暑                                          |
| 2                 | 2                 | 第12話 | 1/365の憂鬱                                   |
| 2                 | 2                 | 第13話 | 天使のお遊戯                                  |
| 3                 | 2                 | 第14話 | 影は少年の歩幅で                              |
| 3                 | 2                 | 第15話 | 叫びの重さ                                    |
| 3                 | 2                 | 第16話 | 混沌の住人                                    |
| 3                 | 2                 | 第17話 | 小森朋典とその家庭について                    |
| 3                 | 2                 | 第18話 | 彼の言葉は真実                                |
| 3                 | 2                 | 第19話 | 宮子、疾走                                    |
| 3                 | 2                 | 第20話 | はじめてのおつかい                            |
| 4                 | 3                 | 第21話 | 戦う者に華の芳を そして死ぬ者に               |
| 4                 | 3                 | 第22話 | クーデター完遂せず                            |
| 4                 | 3                 | 第23話 | ホモ・デメンスに向けて                        |
| 5                 | 3                 | 第24話 | 足首のないお人形                              |
| 5                 | 3                 | 第25話 | 忘れ物の贖い                                  |
| 5                 | 3                 | 第26話 | 冷たい玄関                                    |
| 5                 | 3                 | 第27話 | 魚の命、人の命                                |
| 5                 | 4                 | 第28話 | 今、あなたのためにできること                  |
| 6                 | 4                 | 第29話 | わたしの目は被害者の目 わたしの手は加害者の手 |
| 7                 | 5                 | 第30話 | 花を包む その心に                             |
| 7                 | 5                 | 第31話 | そして、虚言                                  |
| 7                 | 5                 | 第32話 | 古賀のり夫の閨                                |
| 7                 | 5                 | 第33話 | その価値                                      |
| 7                 | 5                 | 第34話 | 春                                            |
| 7                 | 5                 | 第35話 | 警告はありふれた事件                          |
| 7                 | 5                 | 第36話 | 虚飾の花園                                    |
| 7                 | 5                 | 第37話 | 穏やかな同席者                                |
| 7                 | 5                 | 第38話 | 満ちるコップ                                  |
| 8                 | 5                 | 第39話 | 枯れてゆく遺恨                                |
| 8                 | 6                 | 第40話 | 火神の車                                      |
| 8                 | 6                 | 第41話 | 有限の力                                      |
| 8                 | 6                 | 第42話 | 羊                                            |
| 8                 | 6                 | 第43話 | それぞれの事情                                |
| 8                 | 6                 | 第44話 | 家出人 二人                                   |
| 9                 | 6                 | 第45話 | ロシアの母                                    |
| 9                 | 6                 | 第46話 | 日本の子供                                    |
| 9                 | 6                 | 第47話 | 落ちる夢                                      |
| 9                 | 6                 | 第48話 | 黒白                                          |
| 10                | 7                 | 第49話 | 週末の始まり                                  |
| 10                | 7                 | 第50話 | 蝕む光                                        |
| 11                | 7                 | 第51話 | 袋の中の帰宅                                  |
| 11                | 7                 | 第52話 | わたしのからだはひとつのしま                  |
| 11                | 7                 | 第53話 | 地下に眠る夏                                  |
| 11                | 7                 | 第54話 | 呵責                                          |
| 11                | 7                 | 第55話 | 捜す人、捜される人                            |
| 11                | 8                 | 第56話 | 人の還る場所                                  |
| 11                | 8                 | 第57話 | そしてくる日                                  |
| 11                | 8                 | 第58話 | 二人の長い旅の前の 二人の短い旅の前の         |
| 11                | 8                 | 第59話 | 星に魅入られた子                              |
| 11                | 8                 | 第60話 | 飛翔するモノ達                                |
| 11                | 8                 | 第61話 | 二人で飛ぶ                                    |
| 12                | 8                 | 第62話 | 夏の冬                                        |
| 12                | 8                 | 第63話 | 13年間の死                                    |
| 12                | 8                 | 第64話 | 父                                            |
| 12                | 8                 | 第65話 | あのやさしい私をよぶ声                        |
| 12                | 8                 | 第66話 | 能事終われり                                  |
| 12                | 8                 | 最終話 | 骸なる星 珠たる子                             |

## テレビアニメ
2003年7月7日から同年9月29日までキッズステーションにて、2004年1月から同年3月までTBSで放送された。全13話。原作全12巻の前半部分に当たる6巻までと、7巻の第34話「春」の前半と結末部分のみがアニメ化された。

### スタッフ
- 原作 - 鬼頭莫宏
- 監督 - 飯野利明
- シリーズ構成 - 小中千昭
- キャラクターデザイン・総作画監督 - 太田雅彦
- 竜骸・メカニックデザイン - 橋本敬史
- 美術監督 - 伊藤聖
- 色彩設定 - 岩沢れい子
- 撮影監督 - 土田栄司
- オフライン編集 - 後藤正浩
- 音響監督 - 中川達人
- 音響効果 - 川田清貴
- 音楽 - 上田益
- プロデューサー - 笹木理加、尾川匠、山田聡、服部尚、寺田英美
- 制作プロデューサー - 早川均
- アニメーションプロデューサー - 長谷川康雄、児だま智士
- 制作協力 - スタジオ九魔
- アニメーション制作 - プラネット
- 製作 - なるたる製作委員会（ケングルーヴ、キッズステーション、ステップ映像、C-TBS、イズム）

### 主題歌
オープニングテーマ「日曜日の太陽」
作詞・作曲 - 三木茂 / 編曲 - THE NEUTRAL、中村修司 / 歌 - THE NEUTRAL
エンディングテーマ「回路」
作詞 - 青木千春 / 作曲 - 安岡洋一郎 / 編曲 - biniou＆杉内麗音 / 歌 - biniou

### 各話リスト
第12話から第13話にかけては残酷描写が多く続くため、地上波で放送された際は一部の場面がカットされた。また、第12話の最終部分と第13話序盤のある場面は原作では直接描写が多く、アニメ版ではこれらの描写はほとんどがシルエットなどのぼかした描写に変更されていた。
| 話数     | サブタイトル                                  | 脚本       | 絵コンテ             | 演出       | 作画監督       | 放送日        |
| -------- | --------------------------------------------- | ---------- | -------------------- | ---------- | -------------- | ------------- |
| 第一話   | それは星のカタチ                              | 小中千昭   | 誌村宏明             | 近橋伸隆   | 牛島勇二       | 2003年7月7日  |
| 第二話   | 災いは光の内                                  | 小中千昭   | 石踊宏               | 石踊宏     | 藤田正幸       | 2003年7月14日 |
| 第三話   | 黒の1号                                       | 小中千昭   | 成神五郎             | 石倉賢一   | 柴田志郎       | 2003年7月21日 |
| 第四話   | 影は少年の歩幅で                              | 吉村元希   | 浅野洋太             | 斉藤由広   | 小川弘理       | 2003年7月28日 |
| 第五話   | 天使のお遊戯                                  | 吉村元希   | 熊谷雅晃             | 熊谷雅晃   | 大木賢一       | 2003年8月4日  |
| 第六話   | 彼の言葉は真実                                | まさきひろ | 古川政美             | 古川政美   | 藤田正幸       | 2003年8月11日 |
| 第七話   | 戦う者に華の芳を そして死ぬ者に               | まさきひろ | 遠藤克巳             | 大関雅幸   | 柴田志郎       | 2003年8月18日 |
| 第八話   | 目を閉じるな                                  | 前川淳     | 箕ノ口克巳           | 宮田亮     | 荒尾英幸       | 2003年8月25日 |
| 第九話   | 魚の命、人の命                                | 前川淳     | 中島祐介             | 大宅光子   | しまだひであき | 2003年9月1日  |
| 第十話   | 今、あなたのためにできること                  | 吉村元希   | 板垣伸               | 熊谷雅晃   | 大木賢一       | 2003年9月8日  |
| 第十一話 | 見えない地平                                  | 吉村元希   | 古川政美             | 古川政美   | 藤田正幸       | 2003年9月15日 |
| 第十二話 | わたしの目は被害者の目 わたしの手は加害者の手 | 小中千昭   | 遠藤克巳             | 山内東生雄 | 松岡英明       | 2003年9月22日 |
| 第十三話 | 未来の子ども達へ贈る                          | 小中千昭   | そーとめこういちろう | 宮田亮     | 荒尾英幸       | 2003年9月29日 |

### アニメについて作者の感想
- 作者の鬼頭は本作の次にアニメ化された『ぼくらの』のインタビューにおいて本作のアニメを以下のように語っている（下線箇所は本作のアニメを指している）。

「前に、自分の原作をアニメにしていただいたことがあったんですが、初めてだったんで、丸投げにしてみたんですよ。そうしたら、出来上がったものが、ウーンという⋯。アニメーションっていうのは、色んな人の力を借りて、お金をかけて作るわけじゃないですか。それでお金をかけるからには、いいものにしたほうがいいだろう、って思ったときに、前回はやっぱり反省があったんです。」
- 別のインタビューでは以下のように語っている。

「『なるたる』はアニメ化されましたが、それについてはどのように感じられましたか？」という質問に対して、
「ありがたいですよね。アニメ化には多くの人のいろいろな思惑があると思うんですが、自分の作品が、そういう中で何かの役に立つと思ってもらえたことは素直にうれしかったです。
あと、シイナの声を真田アサミさんにやってもらえたのが良かったですね。イメージとは違ったんですけど、むしろこっちの方が良いなと思わされました。」